# 久保田站 (秋田縣)
久保田站（日语：／ Kubota eki */?）是位於秋田縣由利本莊市久保田，屬於由利高原鐵道的鳥海山麓線車站。

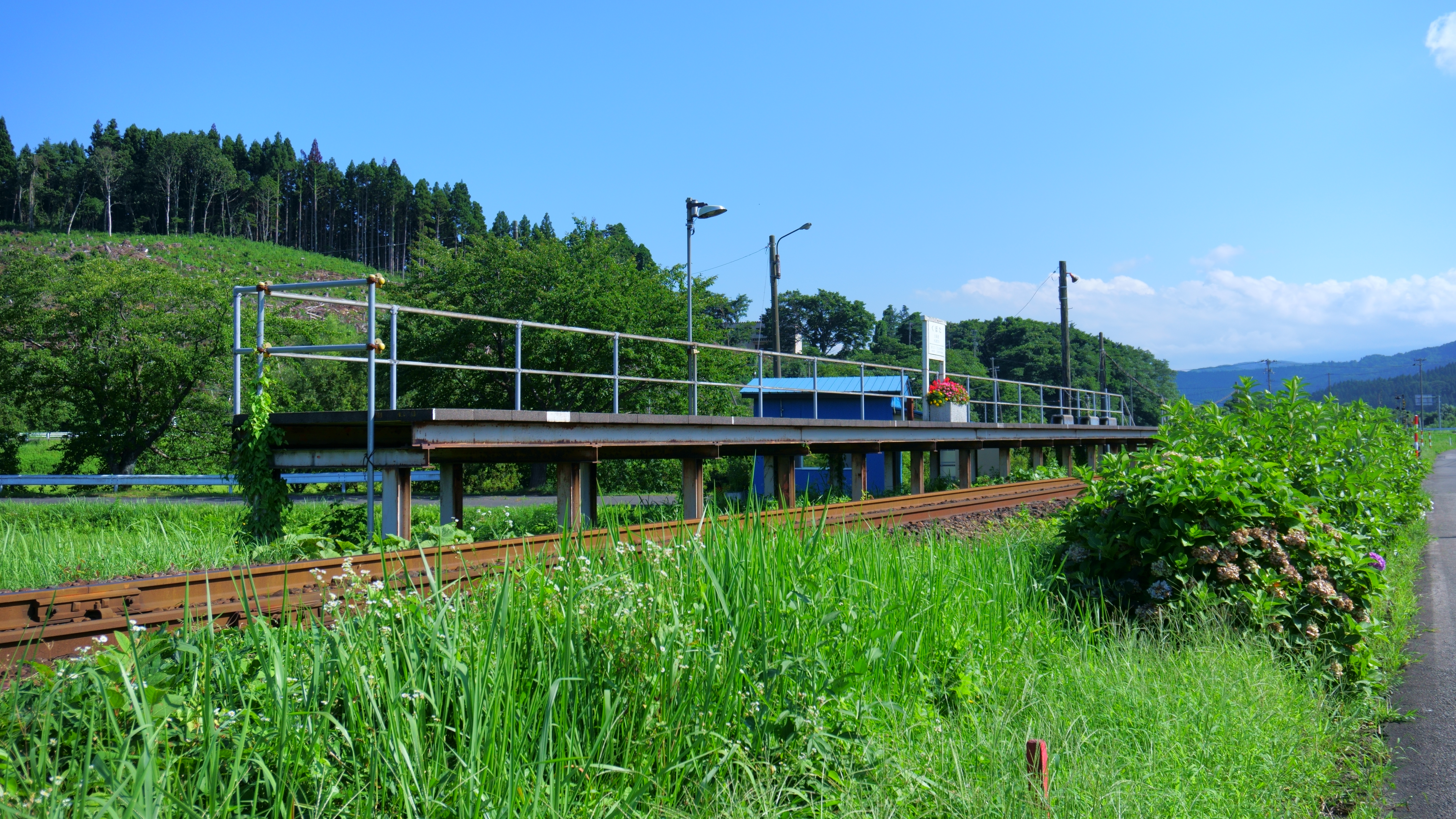
月台(2020年8月)

## 歷史
- 1985年（昭和60年）10月1日 - 由利高原鐵道車站啟用，當時車站位於由利郡（日语：由利郡）由利町（日语：由利町）。

## 車站構造
此站是地面車站與無人車站，並設有1面1線的單式月台。

## 使用狀況
| 1日上落車人次 | 1日上落車人次 |
| 年度          | 1日平均人次   |
| ------------- | ------------- |
| 2011年        | 21            |
| 2012年        | 15            |
| 2013年        | 18            |
| 2014年        | 15            |
| 2015年        | 14            |
| 2016年        | 16            |
| 2017年        | 13            |
| 2018年        | 10            |

## 車站周邊
- 秋田縣道293號西瀧澤館線（日语：秋田県道293号西滝沢館線）
- 子吉川（日语：子吉川）

## 相鄰車站
由利高原鐵道
鳥海山麓線
前鄉－久保田－西瀧澤

## 注腳
1. ↑  国土数値情報(駅別乗降客数データ)2011-2015年  （页面存档备份，存于）（日語） - 國土交通省，2020年8月30日參閲
2. ↑  国土数値情報(駅別乗降客数データ)  （页面存档备份，存于）（日語） - 國土交通省，2020年9月12日參閲

## 外部連結
- 久保田站 （页面存档备份，存于）（日語）（各站資訊） - 由利高原鐵道